# Catherine Yan
Pour les articles homonymes, voir Yan (homonymie).
Catherine Huafei Yan (chinois : 颜华菲) est une mathématicienne sino-américaine, professeure de mathématiques à l'université A&M du Texas. Elle s'intéresse notamment à la combinatoire algébrique.

## Formation et carrière
Yan a obtenu son diplôme de bachelor à l'université de Pékin en 1993.
Elle étudie auprès de Gian-Carlo Rota au Massachusetts Institute of Technology, où elle a obtenu son doctorat en 1997, avec une thèse intitulée The Theory of Commuting Boolean Algebras.
Après deux années d'études postdoctorales au Courant Institute of Mathematical Sciences de l'université de New York, elle rejoint l'université A&M du Texas en 1999, avec un séjour de trois ans en tant que titulaire de la chaire Professeur Chern au Centre de combinatoire de l'université de Nankai, de 2005 à 2008.

## Travaux
Avec son directeur de thèse et Joseph Kung, elle est l'auteure de Combinatorics: The Rota Way (Cambridge University Press, 2009). Le livre fournit une exposition des domaines de la combinatoire présentant un intérêt pour Rota, unifiés par le biais d'un cadre algébrique, et il liste de nombreux problèmes de recherche ouverts dans ce domaine.
Elle a été élue Fellow de l'American Mathematical Society dans la classe 2018 « pour ses contributions à la combinatoire et à la géométrie discrète ».